# Leges
Leges (llatí: legae grec Λῆγαι) fou un poble de la vora de la mar Càspia que la mitologia situa entre Albània i el país de les Amazones, d'arrel escita. El seu nom sobreviu avui en el poble dels lesguis que viuen al sud de Daguestan i nord de l'Azerbaidjan.